# Gys
|  | Sammenskrivningsforslag Artiklerne Horror, Gys er foreslået sammenskrevet. (Siden 2010) Diskutér forslaget |

Gys er en kulturel genre, men dens betydning og spændvidde har ændret sig meget gennem tiden.
Begrebet "gys" eller "gyserfilm" bruges både om genrerne "horror" og "thriller". Forskellen mellem de to er, at "horror" er baseret på skræk og overtro, mens thriller primært dækker over spænding og drama.
At det danske begreb "gys" ligger et sted mellem de to genrer kan ses i beskrivelser af Alfred Hitchcocks nervepirrende spændingsfilm, der ofte på dansk betegnes som "gysere", og Hitchcock selv kaldes "Mester i Gys". Men på engelsk ville man (med undtagelse af Psycho og Fuglene) klassificere Hitchcocks værker som "thrillers" – altså spændingsfilm.

## Historisk baggrund
Gysergenren, eller den "gotiske" rædselsromanen opstod i romantikken, der var præget af dualisme og idealisme. Det ubevidste, instinkterne samt de naturlige og dyriske lyster stod i stærk kontrast til det fine og fornuftige borgerlige liv, som alle levede eller prøvede at opnå. Gysergenren byggede i høj grad på dyriske drifter og havde til formål at fremhæve de inderste lyster i mennesket.
Gysergenren har en meget tids- og samfundstypisk karakter, der har ændret og udviklet sig i takt med samfundets udvikling.
I sit udspring spillede gyseren på det dyriske, og i de første rædselsromaner var det ofte den uskyldige svage kvinde, der blev overfaldet af en dyrisk mandsperson og udsat for adskillelige lidelser. Gyset blev en direkte kilde til de undertrykte og tabubelagte følelser i mennesket. Lysterne og instinkterne blev omtalt på helt nye måder, og det monstrøse, farlige og ukendte blev alle begreber i rædselsromanerne.
Netop disse nye aspekter af menneskets inderste jeg var hovedkilden til gysets popularitet.

## Freud
Ifølge Sigmund Freud var netop gysergenren en ventil for det forbudte, vores fortrængte følelser og lyster
. Samfundet tillod ikke nogen form for udlevelse af de indre lyster og seksualitet. Det mennesket fortrænger, er de følelser og fantasier, som ikke kan accepteres af samfundet, seksualitet, aggressioner og angst. Med tiden bliver det fortrængte, hvad enten det er lyst eller ulyst, behæftet med angst, fordi det er forbudt. Disse skjulte lyster kan kun vise sig i forklædning, og gysergenren er en af dem.

## Gysergenren i dag
Gysergenren har med tiden omformet sig og er begyndt at behandle det monstrøse og farlige på en ny måde. Efter at man i 1990'erne fik helt nye visuelle midler til at skabe overdrevne blodige effekter og animerede monstre, har det direkte og konkret monstrøse mistet sin værdi.
Det moderne gys benytter sig i højere grad af psykologiske aspekter og de psykologiske mekanismer, der er årsag til aggressionerne hos de monstrøse personer.
Det er ikke længere morderens eller monstrets farlige udseende og vilde dyriske adfærd, der skaber gyset, men hans motiv. Det moderne gys skal den monstrøse person være på samme niveau som indbyggerne.
Den monstrøse er en normal mand med psykiske lidelser og med et gennemført og gennemtænkt motiv. Der er kommet en årsag til hans mord og handlinger, og de forårsages af en psykologisk brist.
Det giver det monstrøse en ukontrollerbar og ufornuftig karakter. Det moderne gys spiller på, at morderen kan være hvem som helst i nabolaget. Et grundlæggende træk er, at vi alle har det monstrøse i os, og under de forkerte psykologiske omgivelser kan det komme op til overfladen.
Det betød, at alle er et potentielt offer: ingen kan vide sig sikker.
Vi kan på den måde bedre identificere os selv med miljøet, og det giver en større følelse af frygt. Det nære trygge samfund bliver pludselig forvandlet til uhyggeligt sted.
Gyset udsprang af en periode præget af dobbelthed: netop denne dobbelthed fik i særdeleshed magt i en sidegren til det moderne gys. Den kaldtes selvransagelsens gys og veksler mellem drømmeverdenen og virkeligheden. Dualismen giver det velkendte mareridtsagtige gys, hvor det bliver svært at se, hvad der er drøm og virkelighed.
De mest centrale træk ved vor tids gyser er det normløse og det amoralske. Samfundet og virkeligheden fremstilles ofte som noget tilfældigt, usammenhængende, kaotisk og fragmenteret. Samfundets sammenbrud skildres ofte, og vi ser, hvad narcissisme og hensynsløshed kan forårsage. Gysergenren er i dag en slags pessimistisk samfundsspådom.
Volden i en gyser bliver præsenteret som et produkt af det borgerlige samfund og den borgerlige kernefamilie. Gyserens livssyn og holdning til det moderne liv og samfundet er overvejende negativt.
Den enkelte og det isolerede lille samfund er ofte i centrum, et miljø hvor samfundet og autoriteter ikke kan beskytte os. Det overordnede budskab i gysergenren er, at alle skal klare sig selv.
I nutidens gyser er offeret magtesløst mod det monstrøse. Det monstrøse er ufornuftigt og kan ikke tales til fornuft.
Den moderne gyser skaber en atmosfære af angst, gru og skræk. Gysergenren spiller på, at angsten er ubevidst tilstede i os i form af undertrykte lyster og drifter.
Det vigtigste aspekt af gysergenren er angsten. Angsten er en stærk ulystbetonet tilstand, der forårsages af manglende forståelse eller grundlag for en handling eller et objekt. Netop angsten bliver vakt til live, når gyset berører vores fortrængte følelser. Når gyset udspiller sine amoralske aspekter og fremstiller det monstrøse som ufornuftigt og ukontrollabelt, mangler vi forståelse og grundlag for at forklare det, der sker. Netop denne mekanisme frembringer angsten der ligger og ulmer i vores underjeg. Angsten kan derfor både udløses af indefra kommende driftsimpulser såvel som fra udefrakommende omstændigheder.

## Eksempler på gysere

### American Psycho
Det dualistiske samfund og psykologiske gys kommer i særdeleshed til skue i bogen American Psycho. Her lever den rolige fornuftige handelsmand Patrick et succesfuldt liv og ligner en person vi alle gerne vil identificere os med. Vi ser hvordan han pludselig og helt uventet bliver omdannet til en psykotisk slagter, da han får en kvinde ind i sin lejlighed.
Hans psykiske brist løber af med ham og det nære trygge miljø vi er blevet introduceret for bliver til et mareridt.
Vi bliver bange for den ufornuftige monstrøses adfærd, der ikke handler for nogen grund eller årsag, blot ud fra en psykisk brist. Situationen spiller på at vi kan identificere os med den velkendte situation vi bliver indledt til, og at vi pludselig føler os udsat, da denne psykiske brist er ukontrollabel. Enhver tilfældig kan blive hans næste offer.
Vi mangler forståelse for morderens adfærd og handling, og det giver os følelsen af angst.

### Psycho
Gyseren originale karakter med det seksuelle overfor det dyriske, kan ses i filmklippet fra Psycho. Her har vi gysets velkendte seksualitet, der er en lyst i os alle, og vi identificerer os og tiltrækkes straks af den nøgne kvinde i badet. Pludselig dukker den monstrøse og ufornuftige morder op og kvinden er totalt magtesløs. Vi ved at morderen er der, modsat offeret. Det dyriske mord bliver understøttet af filmiske virkemidler i form af taktfast musik og stille og rolig konfliktoptrapning.

### Manden med plæneklipperen
Gysergenrens mareridtsagtige karakter ses i Manden med plæneklipperen. Hans psykiske brist giver ham en mareridtsagtig episode, hvor vi ikke kender forskel på virkelighed og drøm. Manden i novellen/filmen oplever i sine tanker, at han bliver jaget af en plæneklipper og en underlig nøgen skabning. Vi kan ikke finde logik eller forklaring på den uvirkelige hændelse, og det fremkalder angsten hos os. Vi ser en ganske normal dagligdags situation blive forvandlet til et mareridt. Det trygge og velkendte miljø med en villahave og et parcelhus er noget, vi alle kender. Det er identifikationen og det uforklarlige samt det udviskede skel mellem drøm og virkelighed, der bliver benyttet som virkemidler til frembringelse af vores angst.

## Gysergenrens tiltrækning
Gysergenren spiller på vores forbudte og amoralske drifter og lyster og virker spændende og nervepirrende. Det er denne driftsventil vi tiltrækkes af. Gysereren er det sted, hvor vi kan åbne for vores fortrængte og forbudte følelser.
Vi ønsker bevidst at udfordre skæbnen gennem angstskabende aktiviteter. Vi tiltrækkes ligefrem af det "farlige". Vi kan lide at udsætte os for gyset og på den måde vække den ubevidste angst til live i os. På den måde får vi lukket op for vores driftsventil i vores undertrykte jeg.
Vi udsætter os for gyset i trygge og sikre omgivelser, hvor vi ved, at det ukontrollerede gys og det ufornuftige monstrøse ikke kan nå os. Vi reagerer alligevel følelsesmæssigt på gyset, nogle følelser der er kombineret af angst og lyst. De ubevidste konflikter anerkendes på en kontrolleret og acceptabel måde, og lige som drømme er gyset en forløsning af fortrængte følelser.
Vi er fascinerede af det ukendte og den verden, som vi ikke kan leve i. På den måde udlever vi gennem gyserfilm og gyserlitteratur en verden, som er umulig for de fleste. Mennesker, der har været i næroplevelser med en psykopat, vil dog kunne genkende disse karakteristika fra den virkelighed, psykopaten skaber for sit offer. Gennem gysergenren oplever vi en anden verden og andre liv, som vi kan identificere os med. Vi identificerer os med angsten, råbene om hjælp, skrækken osv. Det får os til at føle os som ofrene. Uhyggeligt.
| Kultur | Spire Denne artikel om kultur er en spire som bør udbygges. Du er velkommen til at hjælpe Wikipedia ved at udvide den. |